# 錫德河
52°35′51″N 8°56′26″E / 52.59750°N 8.94056°E

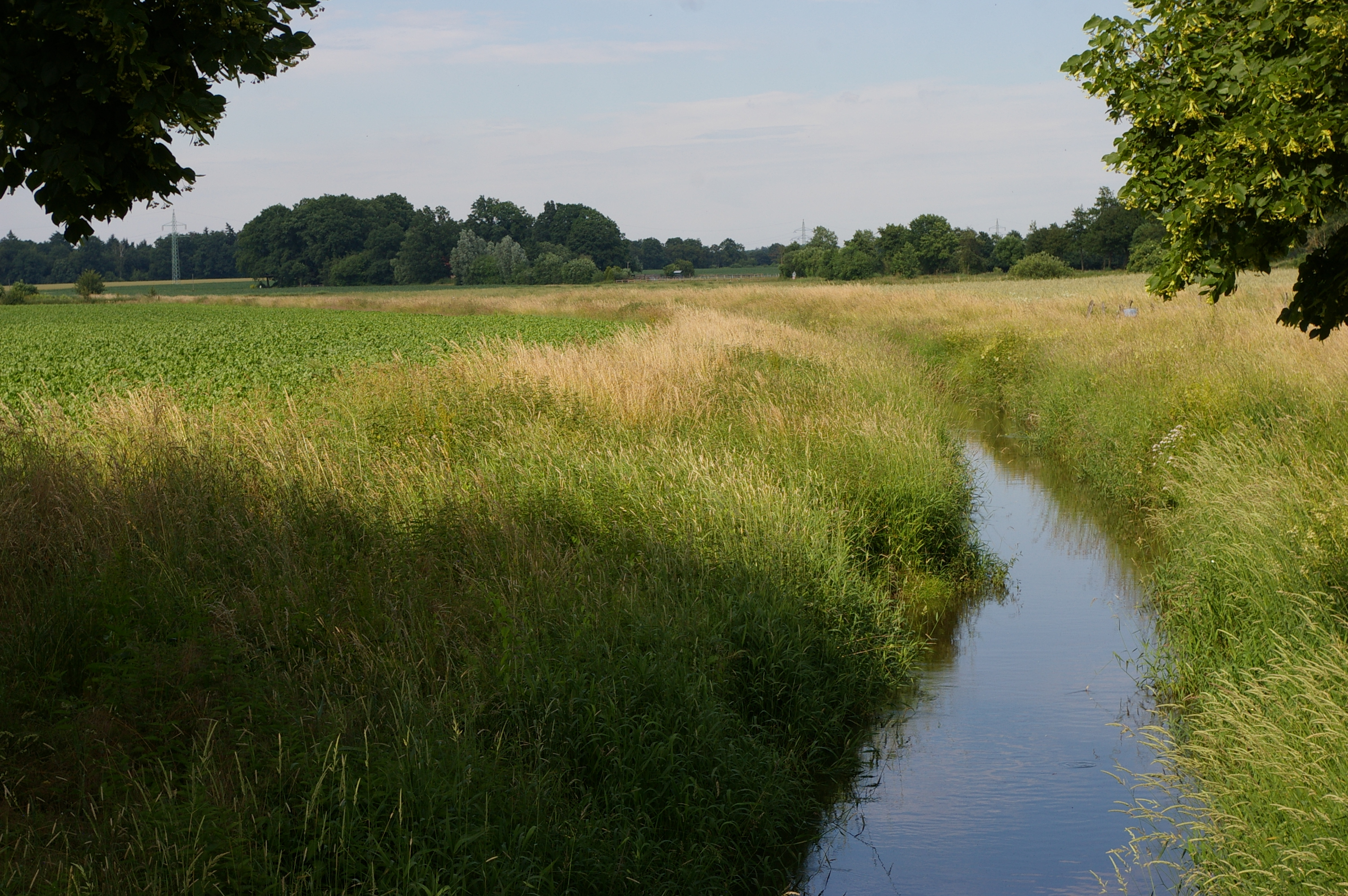

錫德河（德語：Siede），是德國的河流，位於該國西北部，由下薩克森州負責管轄，屬於大奧厄河的左支流，處於迪普霍爾茨縣，河道全長24.6公里。